# 阿利圖斯縣
阿利圖斯縣是立陶宛的十个县份之一，位於該國最南部。面積5,418平方公里，人口134,070（2020年）。首府阿利圖斯。该县份的领土位于祖基亞文化地区之内。2010年7月1日，立陶宛撤销了县级行政机构，从此阿利图斯县保留为领土及统计单位。

## 市镇
阿利图斯县内有5个市镇：
- 阿利图斯市
- 阿利圖斯區
- 德魯斯基寧凱
- 拉茲迪亞伊區
- 瓦雷納區

## 地理
县内有以水疗著称的德魯斯基寧凱城镇，以及又名为“斯大林世界”的苏联主题公园格魯塔斯公園。县内有420多个湖泊。